# Torre del Molí de Vent
Torre del Molí de Vent és una torre de guaita del municipi del Port de la Selva inclosa en l'Inventari del Patrimoni Arquitectònic de Catalunya.

## Descripció
Situada al sud-est del nucli urbà de la població del Port de la Selva, a poca distància de la badia del Port, al cim d'un pujol resseguit a migdia i llevant pel meandre que forma la riera de la Selva abans de desembocar, tocant al terme municipal de la Selva de Mar.
Torre de planta circular d'uns sis metres de diàmetre aproximat marcadament troncocònica. Presenta un basament regular d'aproximadament un metre d'alçada i més amplada que la resta del mur. La porta està situada a la banda de ponent de l'estructura. És rectangular i presenta la llinda monolítica de pedra. Més amunt, desviada cap a la banda de tramuntana, hi ha una finestra de les mateixes característiques. La torre ha perdut la coberta original i presenta el contorn superior dels murs enrunat. A l'interior es conserva la volta cupular de pedra disposada en filades concèntriques i lligada amb morter de calç. Es conserva un pedrís o pica encastat i obertures rectangulars encastades al mur, a manera de fornícules. No han quedat elements del mecanisme del molí, només una grossa mola de granit posada a terra.
La construcció és de rebles lligats amb morter. La torre presenta restes d'un revestiment arrebossat, excepte a la part del basament.

## Història
La Torre del Molí de Vent és datat entre els segles XVI-XVIII. Segons l'historiador J. Badia, per la seva situació es pot suposar que també "podria haver servit de punt de vigilància de la costa, doncs domina l'entrada a la badia i el camí d'accés a la vila de la Selva de Mar, que hi passa a la vora."
Aquesta afirmació no és tan estranya donat que és en aquest temps quan es comencen a bastir moltes torres de vigilància i defensa de la costa per protegir la població de la pirateria. Tot i que hi ha dades d'incursions pirates del segle IX i XI, és a partir del segle xiv fins al segle xviii que el Cap de Creus és fortament castigat per la pirateria, amb nombrosos segrestos i saquejos.